# 그 여름의 일주일
"그 여름의 일주일"(영어: A Week Away)은 2021년 공개된 미국의 로맨스 뮤지컬 영화이다.

## 출연

### 주연
- 베일리 매디슨 - 에이버리 역
- 케빈 G. 퀸 - 윌 역
- 데이비드 코에너 - 데이비드 역
- 쉐리 세퍼드 - 크리스틴 역

### 조연
- 에드 아마트루도 - 마크 역